# Villafranca Piemonte
Villafranca Piemonte (en français Villefranche) est une commune italienne d'environ 4 900 habitants, située dans la ville métropolitaine de Turin, dans la région Piémont, dans le nord-ouest de l'Italie.

## Histoire
Le comte de Savoie, Amédée IV, fonde la cité en 1235.

## Culture

### Monuments et patrimoine
- Église Beata Vergine delle Grazie detta "del Monastero"
- Église dell'Annunziata : L'église a été bâtie au XVIIe siècle. Elle a été restaurée  plusieurs fois. La dernière en 1872.
- Église San Bernardino
- Église San Giovanni Battista
- Église Santa Maria Maddalena
- Église Sant'Antonio
- Église Santo Stefano

## Administration
| Période                                  | Période  | Identité         | Étiquette | Qualité |
| ---------------------------------------- | -------- | ---------------- | --------- | ------- |
| 14 juin 2004                             | En cours | Agostino Bottano | civica    |         |
| Les données manquantes sont à compléter. |          |                  |           |         |

### Communes limitrophes
Vigone, Pancalieri, Cavour (Italie), Faule, Moretta, Barge (Italie), Cardè

### Jumelages
- Belhomert-Guéhouville (France)
- Saint-Maurice-Saint-Germain (France)
- El Trébol (Argentine)